# HD 150768
HD 150768，又名CD-2711103，SAO 184591、HR 6216，是一颗恒星，视星等为6.58，位于銀經353.35，銀緯11.87，其B1900.0坐标为赤經16h 38m 4.9s，赤緯-27° 11.87′ 6″。